# Дрізд буроголовий
Дрізд буроголовий (Turdus feae) — вид горобцеподібних птахів родини дроздових (Turdidae). Мешкає в Китаї і Південно-Східній Азії. Вид названий на честь італійського натураліста Леонардо Феа.

## Опис
Довжина птаха становить 24 см. У самців верхня частина тіла рудувато-оливкова, над очима білі "брови", під очима білі плями у формі півмісяця. Нижня частина тіла сіра, живіт і гузка світіші. У самиць горло біле, центральна частина грудей і живота білі, на горлі з боків та на верхній частині грудей темні плями, пера на грудях мають коричнюваті края. Забарвлення молодих птахів подібне до забарвлення самиць, однак ггруди і боки у них більш яскраві, смуги на горлі з боків більш помітні, верхні покривні пера крил мають блідо-охристі края.

## Поширення і екологія
Буроголові дрозди гніздяться в горах на північному сході Китаю, в провінціях Хебей і Шаньсі та в поблизу Пекіну. Взимку вони мігрують до Північно-Східної Індії, М'янми, північно-західного Таїланду і Лаосу. Вони гніздяться в дубових і соснових лісах, на висоті від 1000 до 1900 м над рівнем моря, зимують у вічнозелених лісах переважно на висоті від 1000 до 2600 м над рівнем моря, хоча спостерагілися і на рівні моря. Живляться комахами та іншими безхребетним, ягодами і нектаром Acrocarpus fraxinifolius. Часто приєднують до змішаних зграй птахів разом з вузькобровими дроздами. Сезон розмноження триває з травня по липень. Гніздо чашоподібне, розміщується в густій рослинності на висоті від 1 до 1,5 м над землею.

## Збереження
МСОП класифікує цей вид як вразливий. За оцінками дослідників, популяція буроголових дроздів становить від 3500 до 15000 птахів. Їм загрожує знищення природного середовища.